# スコット・スナイダー
スコット・スナイダー（Scott Snyder）は、アメリカ出身のコミックのライターである。
彼は短編小説集Voodoo Heartの著者としても知られている。代表作はベストセラーになった『アメリカン・ヴァンパイア』『スワンプシング』など。

## 経歴

### 小説
彼の最初の短編集の『Voodoo Heart』は2006年6月にダイアルプレスによって発売された。『Voodoo Heart』はパブリッシャーズ・ウィークリーとブックリストから高評価を受け、カーカス・レビューの"Hot Debut" of the yearに選ばれた。ニューヨーク・タイムズは小説家のアンドリュー・ショーン・グリーアによる好意的なレビューを掲載した。本作の2つの短編『Wreck』と『Dumpster Tuesday』は作家スティーブン・キングによって編集されたThe Best American Short Stories 2007に選ばれた。2008年、『Who Can Save Us Now?』 というアンソロジーのために『The Thirteenth Egg』という短編を執筆した。
スナイダーはニューヨーク大学、コロンビア大学、サラ・ローレンス大学で執筆を教えている。

### コミック
2009年、スナイダーはマーベル・コミックでの執筆を開始した。彼が初めてライターを務めた作品はマーベルの70周年記念として、ヒューマントーチに焦点を当てたワンショットだった。2010年4月、4冊のミニシリーズ「アイアンマン：ノワール」のライターを担当した。 
2010年3月にヴァーティゴ・コミックスはスナイダーにとって最初のオンゴーイングシリーズである『アメリカン・ヴァンパイア』の発行を開始した。最初の5つのイシューはスティーブン・キングによるオリジナルストーリーをもとに作られている。アメリカン・ヴァンパイアは2011年のアイズナー賞のベストニューシリーズとハーベイ賞のベストニューシリーズを受賞した。
2011年1月にディテクティブ・コミックス871号からライターを引き継ぎ、ここからDCコミックスとの独占契約を結んだ。5月にカイル・ヒギンズと共同で「バットマン：ゲーツ・オブ・ゴッサム」のミニシリーズの脚本を担当した。
2011年9月から、スナイダーはThe New 52としてリニューアルされたバットマンとスワプシングの両方のライターに就任した。
スナイダーのバットマンのシリーズは多くの批評家やファンから絶賛されたストーリーを生み出し、DCの新しい継続性のために古典的なキャラクターを再解釈した。
スナイダーは後にバットマン：梟の法廷のタロンというキャラクターにスポットを当てたシリーズを共同で執筆した。
2012年、ニューヨーク・コミコンでスナイダーが「スーパーマン：アンチェインド」というタイトルの新しいスーパーマンのオンゴーイングシリーズを執筆すると発表され、2013年の6月から出版された。

## 私生活
スナイダーは結婚しており、妻のジニーと二人の息子、ジャックとエメットがいる。

## 受賞とノミネート
- 2011年:アイズナー賞ベストニューシリーズ部門 - 「アメリカン・ヴァンパイア」
- 2011年:ハーベイ賞ベストニューシリーズ部門 - 「アメリカン・ヴァンパイア」
- 2012年:イーグル賞 ベストライター部門
- 2012年:スタン・リー賞 ベストオンゴーイングシリーズ部門
- 2012年:スタン・リー賞 ベストライター部門
- 2012年:スタン・リー賞 マン・オブ・ザ・イヤー
- 2014年:アイズナー賞ベストリミテッドシリーズ部門 - 「ザ・ウェイク」
- 2019年:インク・ポット賞

## 作品
Scott Snyderr#Bibliography（英語版ウィキペディア）